# Villeconin
Villeconin là một xã ở tỉnh Essonne thuộc vùng Île-de-France miền bắc nước Pháp.
Theo điều tra dân số năm 1999, dân số xã này là 637 người. Ước tính dân số năm 2006 là 697.
Danh xưng cư dân địa phương Villeconin trong tiếng Pháp là Villeconinois.